# Новоивановка (Воронежская область)
Новоивановка — хутор в Кантемировском районе Воронежской области России.
Входит в состав  Митрофановского сельского поселения.

## География

### Улицы
- пер. Звёздный,
- пер. Радужный,
- пер. Тенистый,
- пер. Чистопрудный.